# Arco de Sisto V
Arco de Sisto V é um monumento comemorativo situado no rione Esquilino de Roma, construído em 1585 para celebrar o término das obras da Água Feliz, um aqueduto realizado pelo papa Sisto V no primeiro ano de seu pontificado.

## História
O monumento é conhecido também como Arco Feliz (em italiano:  Arco Felice), uma referência ao nome de batismo de Sisto V, Felice Peretti, chamado também de Arco delle Pere, por causa da presença das peras (em italiano:  pere) no brasão de Sisto V reproduzidas em travertino ao lado de duas pequenas janelas no arco.
O arco está localizado no cruzamento de duas vias que, antigamente, conduziam diretamente à Basílica de Santa Maria Maior e à Santa Maria degli Angeli e dei Martiri. Ele foi construído bem próximo da porta San Lorenzo e é parte da Água Feliz, que, nesta região, termina passando por cima da Muralha Aureliana. O aqueduto foi projetado pelo papa Gregório XIII para satisfazer à multidão de peregrinos que viram à cidade para o Jubileu de 1575, mas só foi terminado no pontificado de Felice Peretti, de quem tomou emprestado o nome eque, para celebrar o final das obras, encomendou a Giovanni Fontana um grande arco inaugurado em 1585.

## Descrição
O arco está estruturado como um verdadeiro arco do triunfo, com três aberturas, duas menores e uma, a central, maior. Foi construído em peperino, a pedra mais utilizada na época em Roma, e decorado com obras em mármore travertino. No ático de frente para a via di Porta San Lorenzo está uma inscrição comemorativa: "SIXTVS · V · PONT · MAX · VIAS VTRASQ· ET AD S· MARIAM MAIOREM ET AD S · MARIAM ANGELORUM AD POPVLI COMMODITATEM ET DEVOTIONEM LONGAS LATASQ SVA IMPENSA STRAVIT" ("Sisto V, pontífice máximo, para a comodidade e devoção do povo, abriu, às suas custas, em comprimento e largura, as vias até Santa Maria Maggiore e Santa Maria degli Angeli").
Na fachada de frente para a piazzale Sisto V está outra inscrição: "SIXTVS V PONT MAX DVCTVM AQVAE FELICIS RIVO SVBTERRANEO MILL · PASS · XIII · SVBSTRVCTIONE ARCVATA VII SVO SVMPTV EXTRVXIT" ("Sisto V, pontífice máximo, realizou, às suas custas, o aqueduto subterrâneo da Água Feliz por trinta milhas e sobre subestruturas arqueadas por sete milhas.").
O sufixo "MILL PASS" é uma abreviação de "milia passuum" em latim, "milhares de passos", como eram chamadas as milhas romanas, que equivaliam a aproximadamente 1 482 metros.
Ainda na face voltada para o noroeste, abaixo do ático, está uma inscrição no peperino que permite identificar a data da construção do monumento:"ANNO DOMINI MDLXXXV PONTIFICATUS I" ("Ano do Senhor de 1585, no primeiro ano de seu pontificado")
Uma inscrição análoga ficava antigamente no lado oposto, mas hoje está completamente ilegível, com exceção das letras "ANN". Em ambas as fachadas estão os símbolos de Sisto V: duas estrelas dos lados da abertura maior da face sudeste, dois montes estilizados na face noroeste e cabeças de leão nas chaves de ambos os lados da abertura maior.
No século XIX, a construção da Estação Termini obrigou a demolição de parte do aqueduto, mas preservou-se o arco, que hoje parece estar apoiado na parede posterior do grande edifício da estação.